# نانامی شیونو
نانامی شیونو انگلیسی: Nanami Shiono؛ زادهٔ ۷ ژوئیه ۱۹۳۷ در توکیو، رمان‌نویس و نویسندهٔ زن ژاپنی است که بیش از همه به واسطهٔ تألیف کتاب تاریخ ایتالیا در دورهٔ امپراتوری روم و رنسانس در دو کشور ژاپن و کره جنوبی شهرت دارد.